# William Pierce
William Leigh Pierce (* 1740 in der Provinz Georgia; † 10. Dezember 1789 in Savannah, Georgia) war ein US-amerikanischer Politiker. Im Jahr 1787 war er Delegierter für Georgia im Kontinentalkongress.

## Werdegang
Die Quellenlage über William Pierce ist widersprüchlich. Laut seiner Kongressbiographie wurde er 1740 in Georgia geboren, nach anderen Angaben um 1753 im York County in Virginia. Über seine Jugend ist nichts überliefert. Er war in Savannah im Handel tätig. In den 1770er Jahren schloss er sich der Revolutionsbewegung an. Während des Unabhängigkeitskrieges  diente er in der Kontinentalarmee. Dabei gehörte er dem Stab von General Nathanael Greene an. Nach dem Krieg arbeitete er in Savannah erneut im Handel. Im Jahr 1786 saß er im Repräsentantenhaus von Georgia und 1787 vertrat er seinen Staat beim Kontinentalkongress. Außerdem war er Delegierter auf dem in Philadelphia stattfindenden Verfassungskonvent zu Ausarbeitung der Verfassung der Vereinigten Staaten. Er nahm aktiv an den Debatten teil, verließ den Konvent aber aus geschäftlichen Gründen vorzeitig und gehört damit nicht zu den Unterzeichnern der Verfassung. Allerdings setzte er sich für die Annahme dieses Dokuments ein. Auf dem Verfassungskonvent verfasste er eine Art Tagebuch, in dem er nicht nur den Ablauf der Sitzungen festhielt, sondern auch kurze biographische Notizen über die anderen Teilnehmer zu Papier brachte. Diese Aufzeichnungen sind bis heute für die historische Forschung bedeutend.
Pierce war Gründungsmitglied der Society of the Cincinnati und Kurator der Chatham County Academy. Er starb am 10. September 1789 in Savannah.